# Евгени Каменов

Евгени Ганчев Каменов е български икономист, дипломат и политик от Българската комунистическа партия.
Негов по-голям брат е геологът Боян Каменов.

## Кариера
Преподава във Висшия икономически институт „Карл Маркс“ и в Софийския университет „Климент Охридски“. През 1944 година е сред 16-те учредители на Съюза на научните работници в България. От 1952 година е член-кореспондент, а от 1961 година - академик на Българската академия на науките. От 1954 до 1962 година е посланик на България в Париж.

## Избрани произведения
- Каменов, Евгений. Географското положение и природните особености на България, отразени в стопанското и развитие //  Годишник на Софийския университет. Юридически факултет; Annuaire de l'Universite de Sofia. Faculte de droit 39.   1944. с. 1-135.

## Награди
По случай 60-годишнината му със заповед на Министъра на МВР № І-123 от 26.03.1969 е награден с ръчен часовник за заслугите му за укрепване органите на МВР в първите години след 9 септември 1944 г.